# عبدالله موسی
عبدالله موسی (انگلیسی: Abdullah Musa؛ زادهٔ ۲ مارس ۱۹۵۸) بازیکن سابق فوتبال اهل امارات متحده عربی است.
وی عضو تیم ملی فوتبال امارات متحده عربی در جام جهانی فوتبال ۱۹۹۰ بوده است.